# إبراهيم بابانجيدا (لاعب كرة قدم)
إبراهيم بابانجيدا (مواليد 1 أغسطس 1976) هو لاعب كرة قدم نيجيري محترف سابق لعب في مركز خط وسط.

## الحياة المهنية
ولد بابانجيدا في كادونا. لعب لنادي كاستينا يونايتد وستشينرى ستورز وبانك أو ذا نورث في بلده الأصلي وللنادي الهولندي إف سي فولندام. لعب مركز الجناح الأيمن.

## المسيرة الدولية
مثل منتخب بلاده تحت 17 سنة في بطولة العالم تحت 17 سنة 1993 في اليابان وكان بطل العالم.

## الحياة الشخصية
هو شقيق تيجاني بابانجيدا لاعب أياكس أمستردام السابق ومهاجم أولمبياكوس السابق هارونا بابانجيدا.

## روابط خارجية
- إبراهيم بابانجيدا على موقع الاتحاد الدولي (مؤرشف)  (الإنجليزية)